# Кайракты (Акмолинская область)
Кайракты (каз. Қайрақты) — село в Жаксынском районе Акмолинской области Казахстана. Входит в состав Беловодского сельского округа. Код КАТО — 115261100.

## Население
В 1999 году население села составляло 665 человек (310 мужчин и 355 женщин). По данным переписи 2009 года, в селе проживало 347 человек (163 мужчины и 184 женщины).